# Bengalia taiwanensis
Bengalia taiwanensis este o specie de muște din genul Bengalia, familia Calliphoridae, descrisă de Fan în anul 1965.
Este endemică în Taiwan. Conform Catalogue of Life specia Bengalia taiwanensis nu are subspecii cunoscute.